# USS Gearing (DD-710)
USS Gearing (DD-710) là chiếc dẫn đầu của lớp tàu khu trục mang tên nó được Hải quân Hoa Kỳ chế tạo vào giai đoạn cuối Chiến tranh Thế giới thứ hai. Nó là chiếc tàu chiến duy nhất của Hải quân Mỹ được đặt theo tên ba thế hệ của gia đình Gearing: Trung tá Hải quân Henry Chalfant Gearing, Sr., Đại tá Hải quân Henry Chalfant Gearing, Jr. và Đại úy Hải quân Henry Chalfant Gearing, III. Hoàn tất khi chiến tranh đã sắp kết thúc, con tàu tiếp tục phục vụ trong giai đoạn Chiến tranh Lạnh, cho đến khi xuất biên chế năm 1973 và tháo dỡ một năm sau đó.

## Thiết kế và chế tạo
Gearing được đặt lườn tại xưởng tàu của hãng Federal Shipbuilding ở Newark, N.J. vào ngày 10 tháng 8 năm 1944. Nó được hạ thủy vào ngày 18 tháng 2 năm 1945; được đỡ đầu bởi bà Thomas M. Foley, con gái Trung tá Gearing, và nhập biên chế vào ngày 3 tháng 5 năm 1945 dưới quyền chỉ huy của Hạm trưởng, Trung tá Hải quân T. H. Copeman.

## Lịch sử hoạt động
Hoàn tất việc chạy thử máy và huấn luyện tại vùng biển ngoài khơi vịnh Guantánamo, Cuba, Gearing đi đến Norfolk, Virginia vào ngày 22 tháng 7, 1945, nơi nó tham gia huấn luyện cho thủy thủ đoàn tương lai của các tàu khu trục. Nó đi đến Casco Bay, Maine vào ngày 5 tháng 10, rồi chuyển đến Pensacola, Florida vào ngày 4 tháng 11, nơi nó phục vụ canh phòng máy bay cho tàu sân bay Ranger (CV-4) trong công tác huấn luyện chuẩn nhận phi công tàu sân bay.
Quay trở lại Norfolk vào ngày 21 tháng 3, 1946, Gearing tiến hành những hoạt động thời bình dọc theo bờ biển Đại Tây Dương tại Bắc và Nam Mỹ cũng như tại vùng biển Caribe, từng viếng thăm Montevideo, Uruguay và Rio de Janeiro, Brazil. Nó khởi hành vào ngày 10 tháng 11, 1947 cho chuyến đi đầu tiên sang Địa Trung Hải, viếng thăm các cảng Algeria, Malta, Ý và Pháp trước khi quay trở về Norfolk vào ngày 11 tháng 3, 1948.
Gearing tiếp nối những hoạt động thường lệ trong thời bình tại vùng bờ Đông và vùng biển Caribe trước khi thực hiện chuyến đi thứ hai sang vùng biển Châu Âu. Nó viếng thăm cảng của nhiều nước dọc theo bờ biển Địa Trung Hải từ ngày 10 tháng 11, 1947 đến ngày 11 tháng 3, 1948. Một chuyến đi tương tự được con tàu thực hiện từ ngày 4 tháng 1 đến ngày 23 tháng 5, 1949.
Vào mùa Thu năm 1949, Gearing tham gia Chiến dịch Frostbite, một chuyến đi thử nghiệm tại vùng biển Bắc Cực nhằm đánh giá và phát triển kỹ thuật và thiết bị trong điều kiện lạnh giá. Nó lại có những hoạt động thường lệ tại vùng bờ Đông và vùng biển Caribe trong năm 1950, tiếp nối bằng một chuyến đi khác từ Norfolk sang khu vực Địa Trung Hải từ ngày 10 tháng 1 đến ngày 17 tháng 5, 1951. Trong thời gian còn lại của năm 1951, những chuyến đi huấn luyện được nó thực hiện dọc theo bờ Tây, về phía Bắc đến tận Halifax, Nova Scotia, và về phía Nam đến vùng biển Cuba.
Trong mười năm tiếp theo, Gearing tiếp nối một nhịp điệu hoạt động thường lệ tương tự, thường thực hiện chuyến đi hàng năm sang khu vực Địa Trung Hải, xen kẽ với những lượt thực hành huấn luyện và bảo trì dọc theo vùng bờ Đông và vùng biển Caribe. Vào cuối tháng 1, 1961, nó tham gia một lực lượng bao gồm ba tàu khu trục khác và tàu đốc đổ bộ USS Hermitage (LSD-34) dưới quyền Chuẩn đô đốc Allen E. Smith trong việc truy tìm chiếc tàu biển chở hành khách Bồ Đào Nha Santa Maria bị mất liên lạc tại Đại Tây Dương do bị chiếm giữ. Sau khi tìm thấy Santa Maria ở vị trí cách ngoài khơi Recife, Brazil 50 mi (80 km), nó đưa đô đốc Smith sang con tàu khách để tiếp tục thương lượng với những kẻ nổi dậy cánh tả nhằm giải cứu 600 hành khách và 300 thành viên thủy thủ đoàn bị giữ làm con tin trên tàu; số con tin trên được thả tại Recife một ngày sau đó.

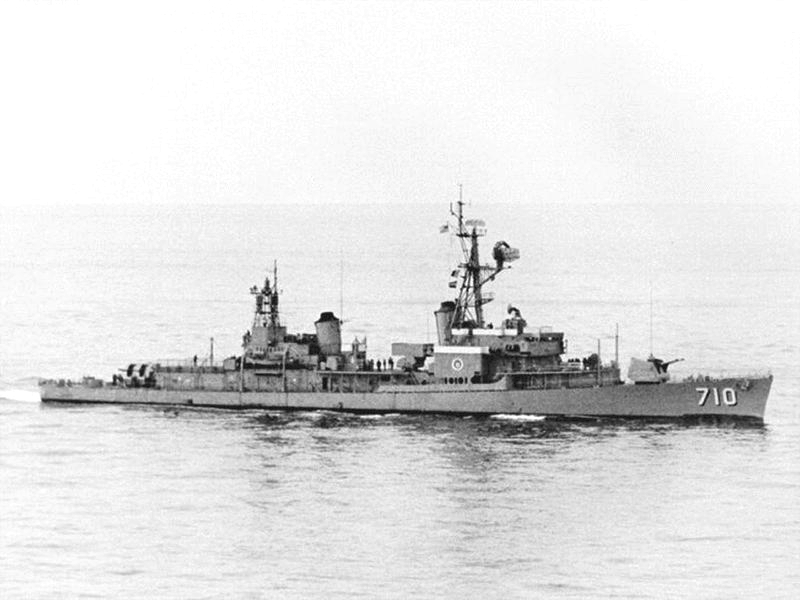
Gearing sau đợt hiện đại hóa FRAM I, 1967.

Gearing được đại tu và hiện đại hóa tại Xưởng hải quân Boston ở Boston, Massachusetts từ cuối năm 1961 đến đầu năm 1962. Vào tháng 10, 1962, nó tham gia lực lượng hải quân phong tỏa vùng biển Cuba nhân vụ Khủng hoảng tên lửa Cuba, khi Liên Xô bố trí tên lửa đạn đạo mang đầu đạn hạt nhân trên hòn đảo Trung Mỹ này. Vào ngày 24 tháng 10, nó là chiếc tàu chiến đầu tiên đã ngăn chặn một tàu chở hàng Xô Viết, chiếc Bucharest xuất phát từ cảng Odessa. Sau khi vụ khủng hoảng được giải quyết hòa bình bằng thương lượng ngoại giao, chiếc tàu khu trục quay trở về Norfolk vào ngày 1 tháng 11, tiếp tục hoạt động dọc bờ biển Đại Tây Dương trong thời gian còn lại của năm đó.
Sau khi tham gia cuộc Tập trận "Springboard-63" vào đầu năm 1963, Gearing lên đường đi sang Địa Trung Hải vào tháng 3, nơi nó phục vụ cùng Đệ Lục hạm đội trong suốt mùa Hè. Quay trở về Newport vào tháng 9, con tàu được nâng cấp trong khuôn khổ Chương trình Hồi sinh và Hiện đại hóa Hạm đội (FRAM: Fleet Rehabilitation and Modernization). Nó tiếp tục hoạt động thường lệ dọc bờ biển Đại Tây Dương và vùng biển Caribe trong mùa Xuân và mùa Hè năm 1964 trước khi lên đường vào ngày 4 tháng 10 cho một lượt phục vụ khác cùng Đệ Lục hạm đội tại Địa Trung Hải. Quay trở về nhà vào đầu năm 1965, nó tiếp tục phục vụ cùng Hạm đội Đại Tây Dương, và từng được phái đến thủ đô Santo Domingo, Cộng hòa Dominica vào ngày 10 tháng 5, hoạt động tuần tra ngoài khơi cảng này trong bốn mươi ngày. Đến mùa Thu năm đó, chiếc tàu khu trục lại được phái sang Địa Trung Hải và Hồng Hải, rồi lại tuần tra ngoài khơi Karachi trong mười một ngày, sẵn sàng di tản công dân Hoa Kỳ nếu cần thiết vào lúc xảy ra biến động chính trị tại Pakistan.
Gearing tiếp tục hoạt động dọc theo bờ biển Đại Tây Dương và vùng biển Caribe, và cho đến năm 1970 đã trải qua hai lượt đại tu cùng những đợt biệt phái hoạt động khác. Vào tháng 8, 1970, nó được điều sang nhiệm vụ huấn luyện nhân sự của Hải quân Dự bị Hoa Kỳ từ căn cứ New London, Connecticut. Chuyến đi sang Địa Trung Hải cuối cùng của nó diễn ra vào cuối năm 1971, nhưng nó lại là con tàu đầu tiên thuộc lực lượng Hải quân Dự bị tham gia hoạt động cùng Đệ Lục hạm đội.
Con tàu tiếp tục vai trò huấn luyện dự bị này cho đến khi xuất biên chế vào năm 1973. Tên nó được cho rút khỏi danh sách Đăng bạ Hải quân vào ngày 1 tháng 7, 1973; và con tàu bị bán để tháo dỡ vào ngày 6 tháng 11, 1974.